# Amplexus (dier)

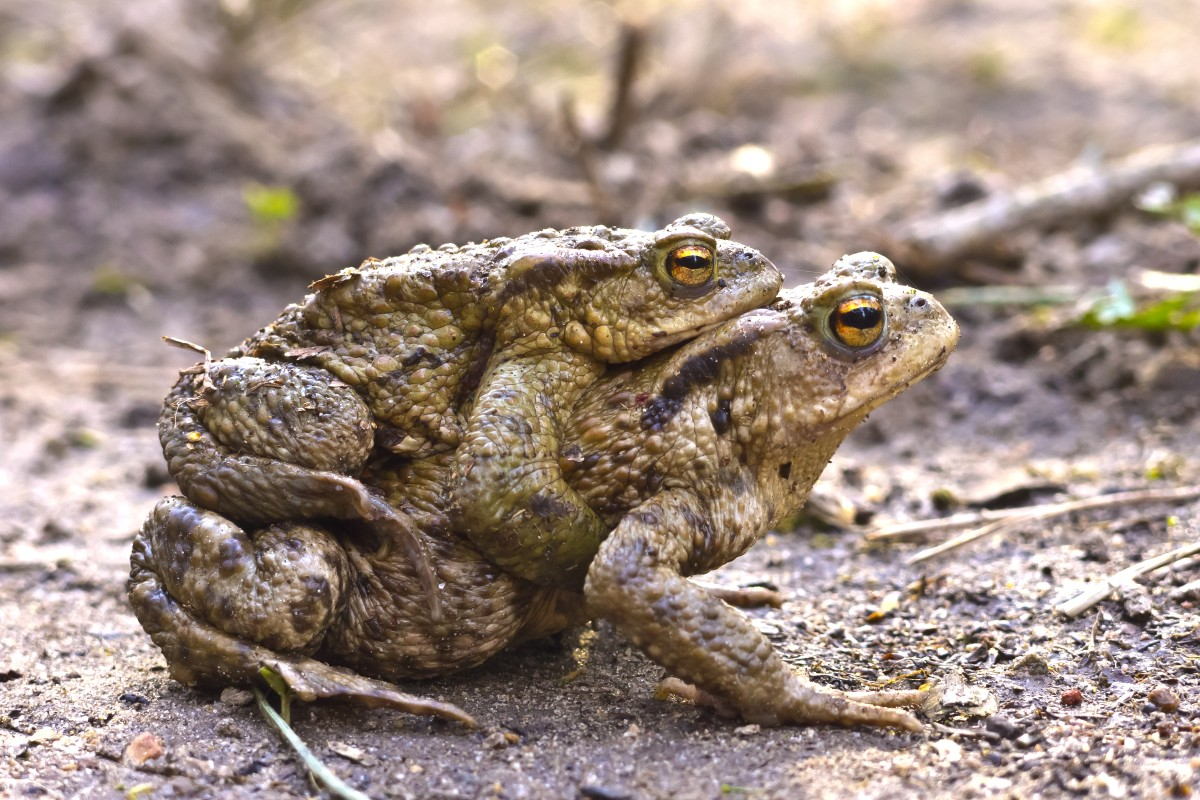
Amplexus

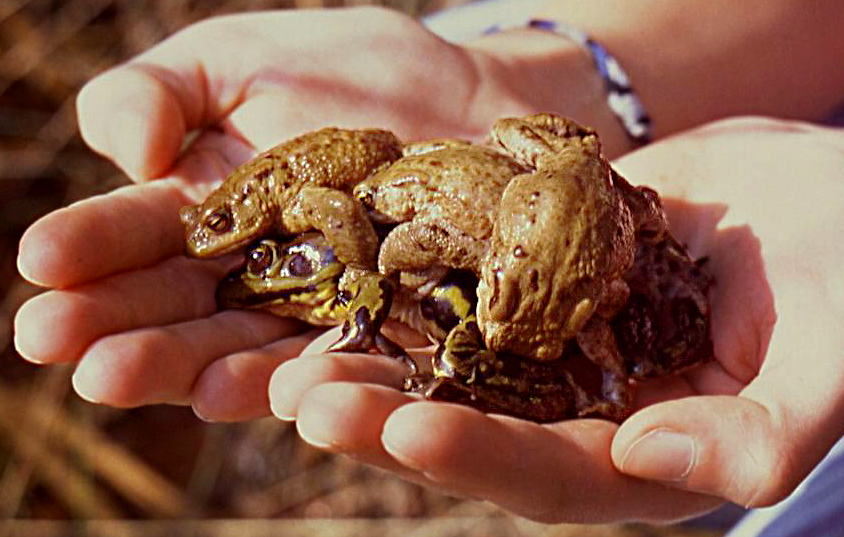
In de voortplantingstijd wil de paardrift nogal eens tot vergissingen leiden: een kluwen bestaande uit drie mannetjes van de gewone pad en een bastaardkikker.

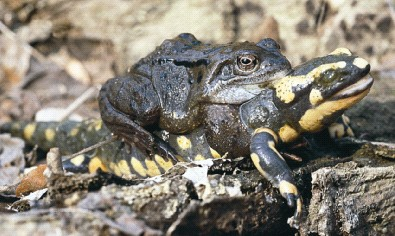
Een bruine kikker heeft een vuursalamander te pakken.

De amplexus is de paargreep van amfibieën, in het bijzonder van kikkers, die wordt gebruikt tijdens de trek en de paring.
Tijdens de amplexus bevindt het kleinere mannetje zich op de rug van het vrouwtje en houdt zich gedurende een periode van meestal enige dagen stevig aan haar vast. Nadat het vrouwtje in het water haar eitjes afzet in de vorm van kikkerdril en het mannetje deze bevrucht met zijn sperma gaan ze ieder weer hun eigen weg. 
Met name veel soorten uit de familie padden hebben een sterke paringsdrang. Soms wordt er gepaard in kluwens padden van tien of meer exemplaren. In deze situatie kunnen dieren soms stikken of verdrinken. Van de agapad is bekend dat zelfs siervissen verdronken nadat ze door de bijziende padden in een dodelijke omhelzing waren genomen.
Om zijn greep op het vrouwtje vol te houden, beschikt het mannetje over enkele speciale aanpassingen. Zo zijn zijn voorpoten stevig gespierd, en opvallend dikker dan de voorpoten van de vrouwtjes. Ook heeft het mannetje aan de duimen van zijn voorpoten speciale wrattige kussentjes, waarmee ze meer grip hebben op de gladde huid van het vrouwtje.
Naast lichamelijke aanpassingen vertonen de mannetjes ook aangepast gedrag tijdens de trek en de paartijd. Zo trachten ze concurrenten van zich af te houden door met de achterpoten te schoppen. Mannetjes die door een seksegenoot gegrepen worden slaken een alarmkreet om de belager op zijn fout te wijzen. 
De mannetjes lijken gedurende de amplexus in een soort trance te verkeren; ze zijn vrijwel onmogelijk van het vrouwtje te scheiden zonder een van de dieren te schaden. Een voordeel is dat gedurende de tijd dat het mannetje zich aan het vrouwtje vasthoudt, het vrijwel onmogelijk is voor een ander mannetje om de eitjes te bevruchten. Nadeel is dat wanneer het vrouwtje bijvoorbeeld overreden wordt en sterft vóór de eitjes zijn afgezet, het mannetje op haar blijft zitten. Dit doet soms denken aan een jong dier dat om de moeder treurt, maar is dus in feite de partner. Na enige tijd laat het mannetje weer los.

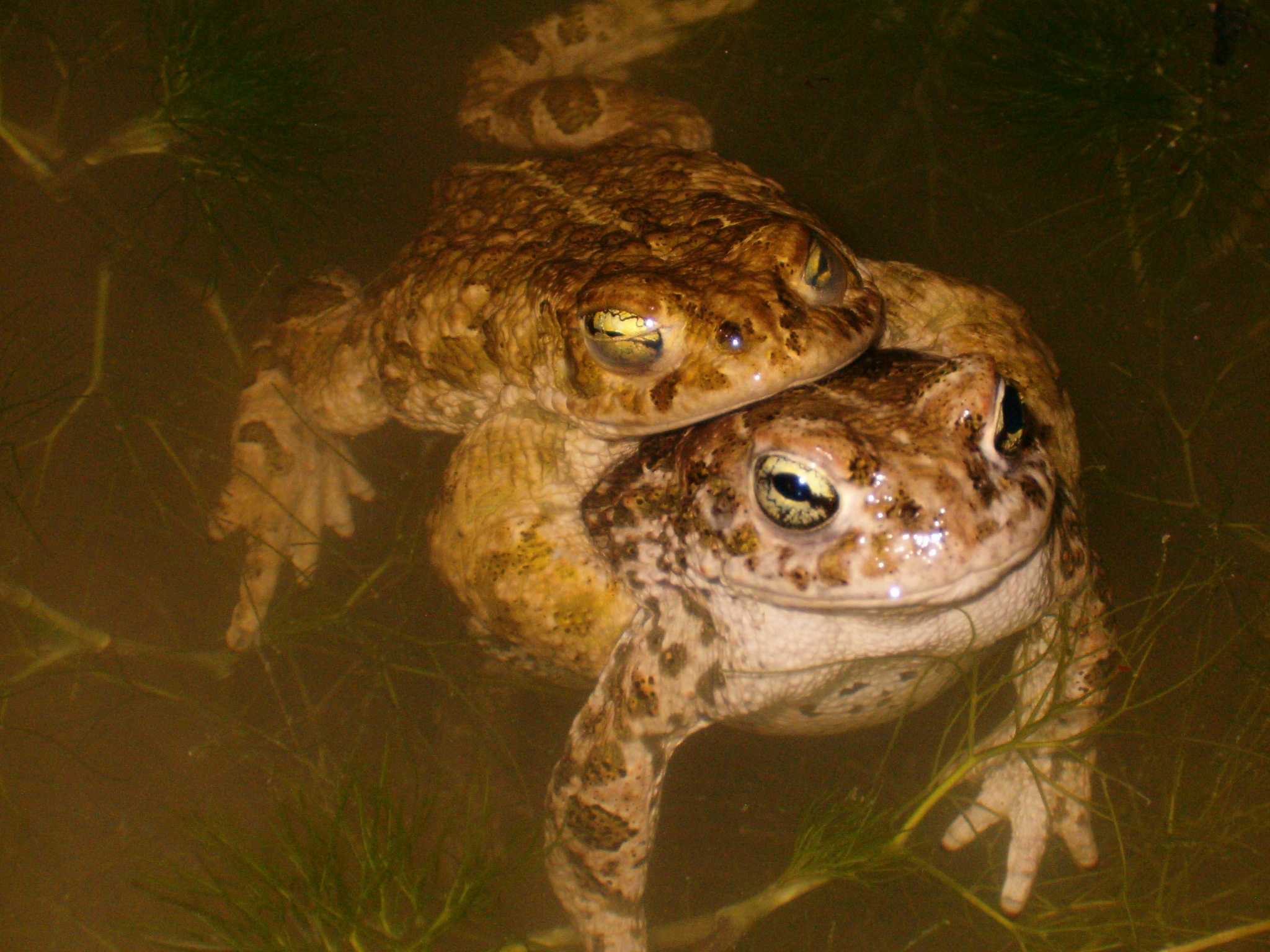
Rugstreeppad (Epidalea calamita)
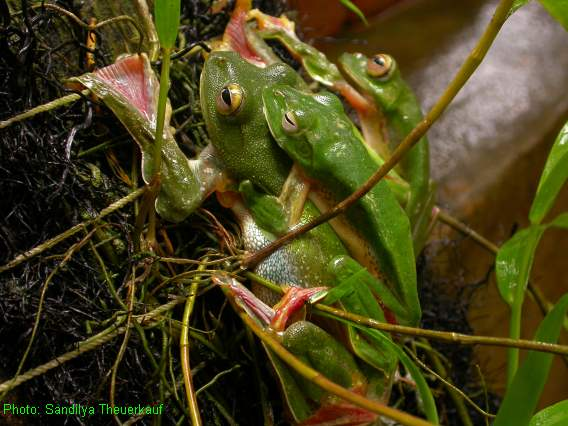
Rhacophorus malabaricus
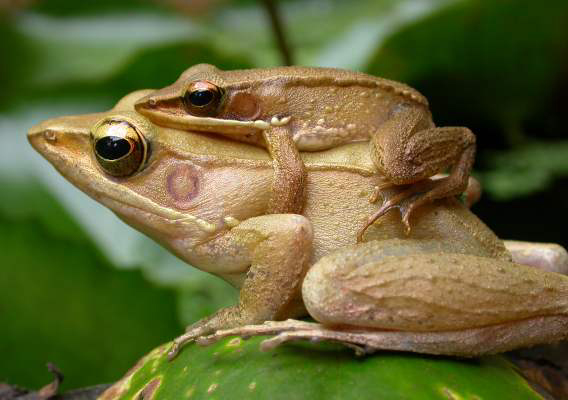
Hylarana aurantiaca
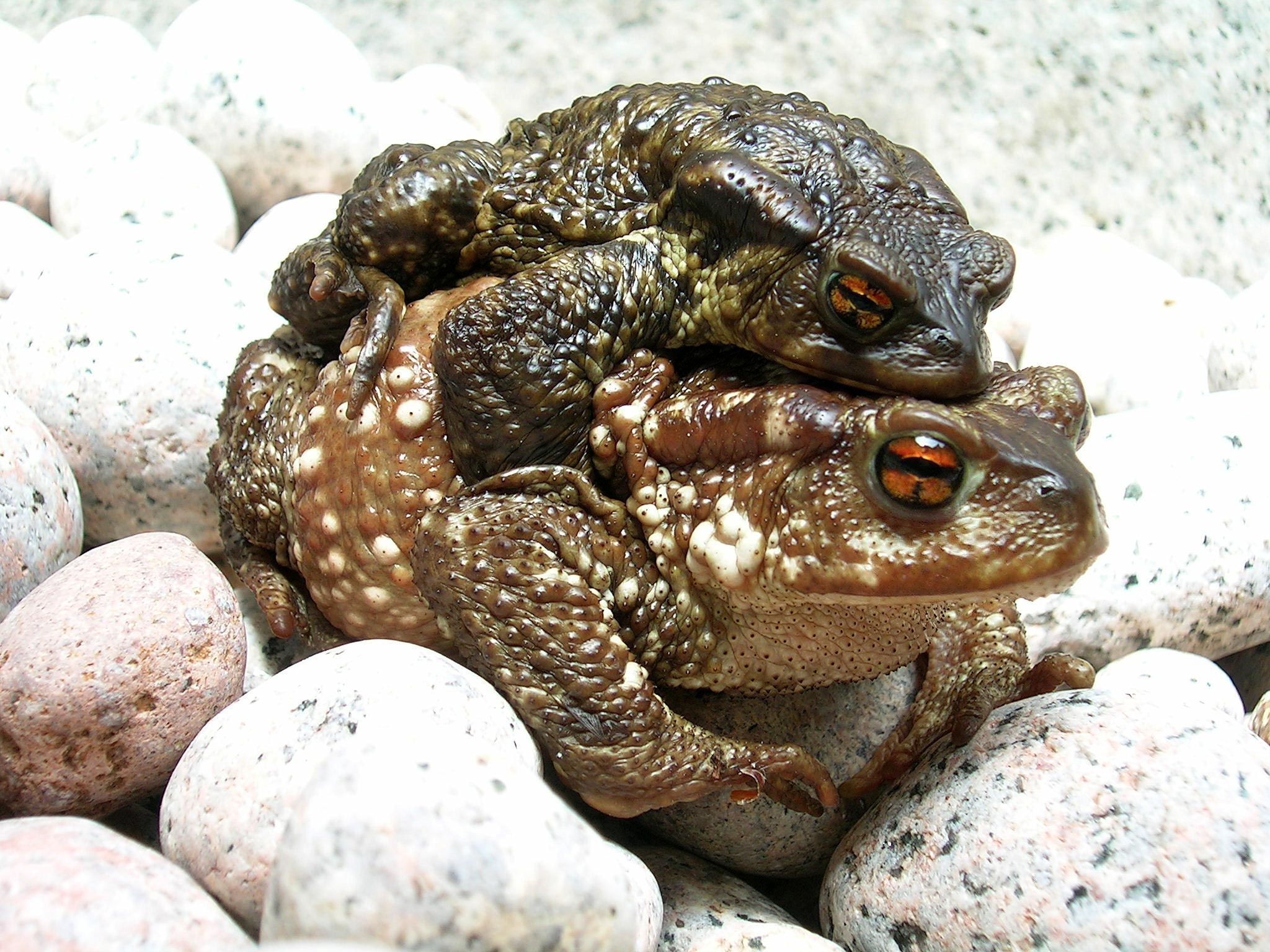
Gewone pad (Bufo bufo)